# 塞克拉德夫雷斯诺
塞克拉德夫雷斯诺，是西班牙卡斯蒂利亚-莱昂塞戈维亚省的一个市镇。 总面积13平方公里，总人口56人（2001年），人口密度4人/平方公里。